# Tompa Z. Mihály
Tompa Z. Mihály (Székelyhíd, 1949. szeptember 15. –) erdélyi magyar elbeszélő, újságíró.

## Életútja
Középiskoláit Nagyváradon végezte. A iaşi-i Politechnikán szerzett textilmérnöki diplomát (1972), később az esztergomi Vitéz János Tanárképző Főiskola újságíró szakán újabb felsőfokú oklevelet (1990). 1972–80 között mint mérnök, majd mint tanár dolgozott, 1980–90 között a marosvásárhelyi Vörös Zászló, illetve Népújság belső munkatársa, 1990–98 között a Bihari Napló hírlapcsoport több lapjának szerkesztője: Aréna 1990, Bihari Napló 1990–91 (rovatvezető, majd főszerkesztő), Sziget 1990–91 (főszerkesztő, majd felelős szerkesztő), Cápa 1992 (főszerkesztő); az Erdélyi Napló főszerkesztő-helyettese (1991). 
1992-ben áttelepült Magyarországra, ahol a Heves Megyei Hírlap főmunkatársa (1992-től), a Népszabadság Heves megyei tudósítója, 1994-től a Hatvani Hírek, 1997-től a Hatvanhét c. lap főszerkesztője.

## Munkássága
Novellái az Ötödik Évszak (Bukarest, 1980), Ajtók (Bukarest, 1986) c. antológiákban, az Igaz Szóban és az Új Életben jelentek meg; a Művelődés színdarabjait közölte. 1984–86 között több rádiójátéka (A pofon, A hirdetés, Éjszakai hangok) a marosvásárhelyi rádió magyar adásában hangzott el. Egy színdarabja (A játék) önálló kiadásban is megjelent (Nagyvárad, 1988). Önálló kötete: Az állomásfőnök megkísértése. Regény; Magyar Napló, Bp., 2008 (Magyar Napló regénypályázat).